# 巴格達 (亞利桑那州)
巴格達（英語：Bagdad）是位於美國亞利桑那州亞瓦派縣的一個人口普查指定地區。根據2010年美國人口普查，該地人口為1876人，而該地的面積約為20.68平方千米。

## 地理
巴格達的座標為34°34′36″N 113°10′29″W / 34.57667°N 113.17472°W，而該地最高點為海拔高度1039米（即3409英尺）。